# Època tècnica
L'època tècnica correspon a la fase de la història que té el començament, segons alguns autors, amb la Revolució Industrial, produïda al llarg del Segle XVIII. El primer autor a emprar aquest concepte fou George Macaulay Trevelyan, que proposa una alternativa a la divisió clàssica de les diferentes fases de la història, ja que considera que el moment a través del qual es pot donar per finalitzada l'Edat Mitjana correspon a l'esmentada Revolució Industrial, que va modificar molt més profundament el món que no pas el Renaixement, data que empren els historiadors italians com a fi de l'edat mitjana, o bé que no pas la Reforma Protestant, data que proposen els historiadors alemanys.
Així, els canvis que van acompanyar la Revolució Industrial són molt més globals i profunds que no pas els del Renaixement o la Reforma, amb el que l'autor s'afegeix a autors com Martin Heidegger o Friedrich Dessauer que proposen una nomenclatura diferent a les diferents èpoques històriques.